# Christian Siegmund von Aschersleben

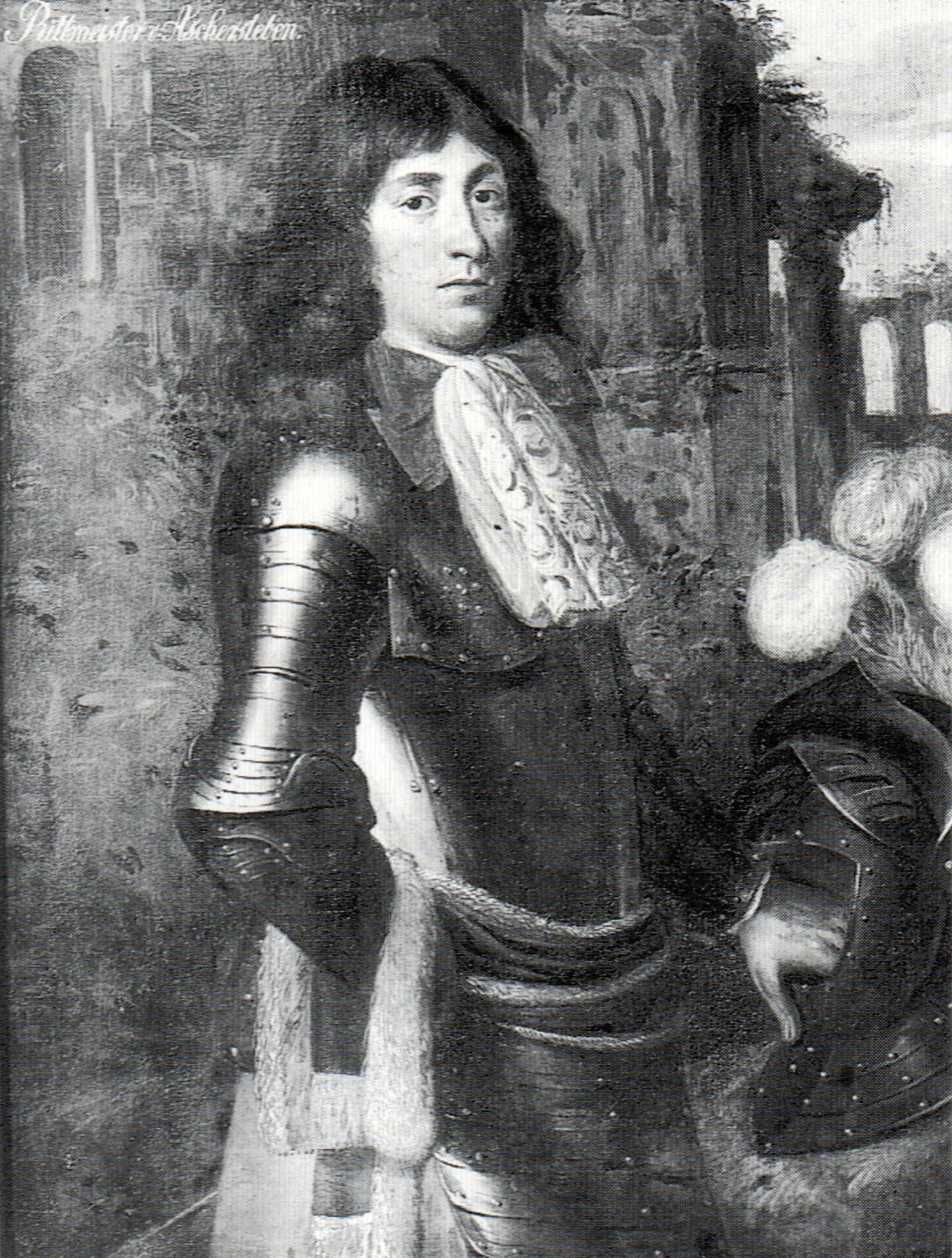
Christian Siegmund von Aschersleben als Rittmeister, Ölgemälde von 1681.

Christian Siegmund von Aschersleben (* zwischen 1640 und 1660 in Polßen in der Uckermark; † 11. September 1709 bei Malplaquet) war ein königlich preußischer Oberst und Kommandeur des Kürassier-Regiments Nr. 2.

## Leben
Christian Siegmund von Aschersleben war 1681 Rittmeister und 1692 Obristlieutenant im Kürassier-Regiment Nr. 2, dessen Chef der damalige Kurprinz Friedrich Wilhelm I. war. Am 19. Januar 1703 wurde er Oberst und im Jahr 1704 Kommandeur und Nachfolger von Imbert Rollaz du Rosey. Sein Regiment war Teil des Kontingents, das im Spanischen Erbfolgekrieg in holländischem Sold stand. Er fiel 1709 in der Schlacht bei Malplaquet.

## Familie
Sein Vater war Sigismund von Aschersleben († 1695). Christian Siegmund von Aschersleben war mit Adelgunde Louise von Beneckendorff verheiratet. Der sachsen-weimarische Obristlieutenant Caspar Siegmund von Aschersleben war sein Sohn.